# Берульцева Софія Поліхронівна
Софія Поліхронівна Берульцева (нар. 6 листопада 2000, Шимкент, Казахстан) — казахська каратистка, бронзова призерка Олімпійських ігор 2020 року, призерка чемпіонату Азії.

## Кар'єра
Софія Берульцева почала займатися карате у віці шести років. На юнацькому та молодіжному рівні спортсменка ставала чемпіонкою світу та Азії. У 2019 році вона вперше виграла турнір серії K1 Premier League, що відбувався у Шанхаї. Також у 2019 році вона виграла срібну медаль чемпіонату Азії.
Після включення у програму Олімпійських ігор 2020 року карате, Софія Берульцева отримала можливість поборотися за олімпійську медаль. Спортсменці не вдалося пройти кваліфікацію за олімпійським рейтингом. У червні 2021 року в Парижі відбувся олімпійський кваліфікаційний турнір. Там вона здобула три перемоги, але у чвертьфіналі поступилася канадській каратеці Меліссі Братич, та вибула із боротьби. Незважаючи на цю невдачу, Берульцева отримала олімпійську ліцензію на підставі континентального представництва. 
7 серпня 2021 року Берульцева виступила на Олімпійських іграх. У ваговій категорії понад 61 кг виступило 10 спортсменок. На першому етапі вони були поділені на дві групи по 5 учасників відповідно. Для того щоб вийти у наступний етап та гарантувати собі медаль, наобхідно було посісти перше або друге місце у групі. Софія потрапила у першу групу, де їй вдалося перемогти Ірину Зарецьку та Сільвію Самерано. Також вона програла господарці змагань Аумі Уекуса, та поділила очки із турецькою спортсменкою Малтем Хокаоглу. У підсумку Софія набрала 5 очків та посіла друге місце у групі, що дозволило їй продовжити змагання. У півфіналі вона поступилася єгипецькій каратеці Ферьяль Абдельазіз та виграла бронзову медаль. 

## Спортивні досягнення
| Рік  | Турнір            | Місце проведення    | Результат |
| ---- | ----------------- | ------------------- | --------- |
| 2021 | K1 Premier League | Москва, Росія       | Золото    |
| 2021 | Олімпійські ігри  | Токіо, Японія       | Бронза    |
| 2021 | K1 Premier League | Стамбул, Туреччина  | Золото    |
| 2020 | K1 Premier League | Зальцбург, Австрія  | Бронза    |
| 2019 | K1 Premier League | Мадрид, Іспанія     | Золото    |
| 2019 | K1 Premier League | Москва, Росія       | Бронза    |
| 2019 | Чемпіонат Азії    | Ташкент, Узбекистан | Срібло    |
| 2019 | K1 Series A       | Монреаль, Канада    | Бронза    |
| 2019 | K1 Premier League | Шанхай, Китай       | Золото    |
| 2019 | K1 Series A       | Стамбул, Туреччина  | Бронза    |
| 2019 | K1 Series A       | Зальцбург, Австрія  | Бронза    |